# Theater Chemnitz
Die Theater Chemnitz (amtlicher Name: Städtische Theater Chemnitz gGmbH) sind ein Fünfspartentheater im sächsischen Chemnitz. Die fünf Sparten sind Oper, Philharmonie, Ballett, Schauspiel und Figurentheater. Nach der langjährigen Intendanz von Gerhard Meyer (1966 bis 1990) übernahmen nach der Wende Jörg Liljeberg (1990 bis 1992), Rolf Stiska (1992 bis 2007) und Bernhard Helmich (2007 bis 2013) diese Aufgabe. Seit 2013 ist Christoph Dittrich Generalintendant der Theater Chemnitz.

## Oper/Ballett

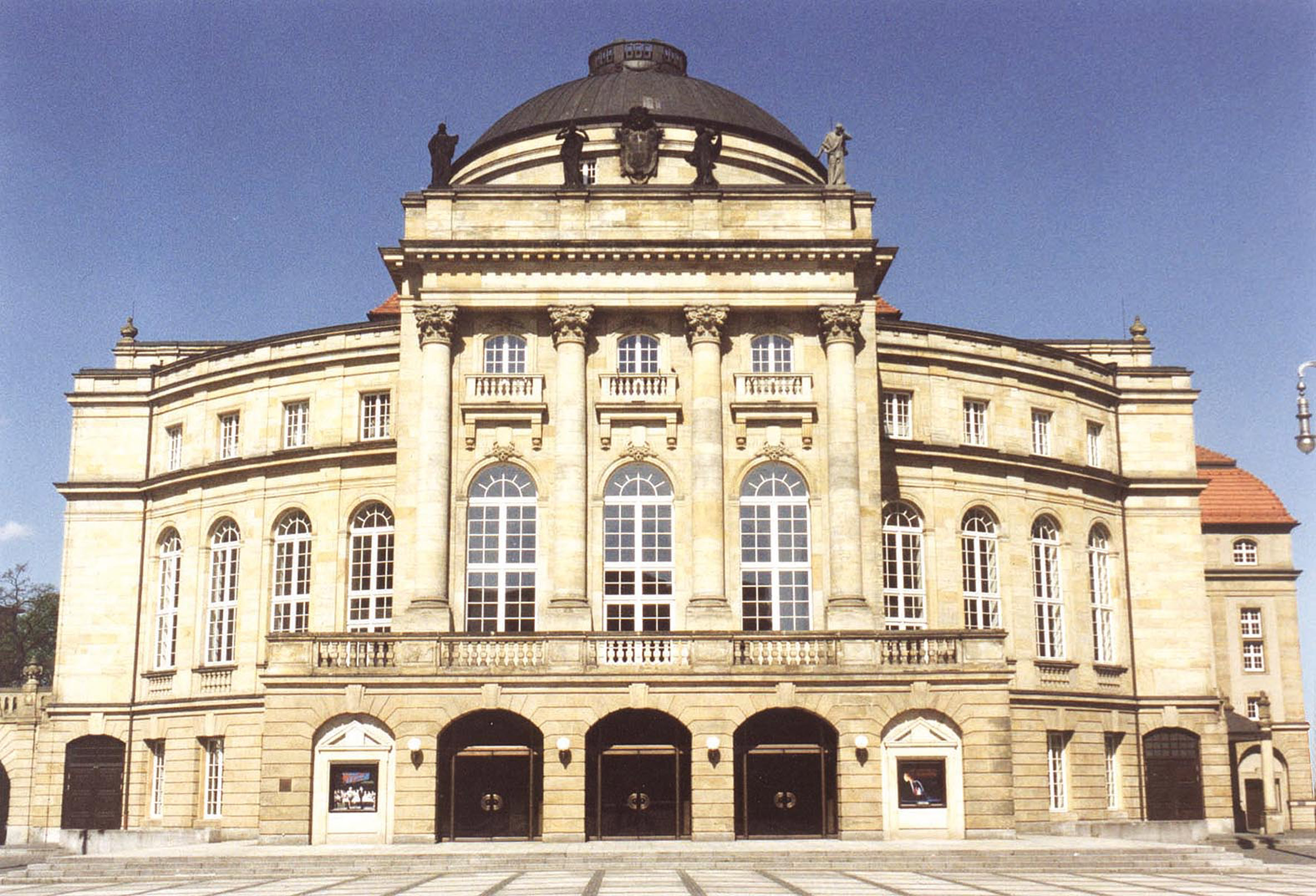
Opernhaus Chemnitz

Auf dem Theaterplatz befinden sich das Opernhaus, das König-Albert-Museum und die Petrikirche. 1909 wurde das Opernhaus eingeweiht, im Zweiten Weltkrieg zerstört und nach dem Krieg wiederaufgebaut. Am 26. Mai 1951 konnten zum ersten Mal wieder Besucher empfangen werden. Nach einem Festakt am Vormittag öffnete sich am Abend der Vorhang für Ludwig van Beethovens Fidelio. Zu Beginn des Jahres 1988 begann eine umfassende Rekonstruktion des Hauses, die nach mehrjähriger Bauzeit 1992 abgeschlossen wurde. Seitdem zählt das Opernhaus Chemnitz zu den modernsten Bühnen Deutschlands und hat sich in seiner fast hundertjährigen Geschichte ein hohes Ansehen erworben.
Der Spielplan bietet ein breit gefächertes Angebot von der klassischen bis zur modernen Oper, von der Operette bis zum Musical. Unter der Intendanz von Rolf Stiska erarbeitete sich die Chemnitzer Oper durch die Inszenierung zahlreicher Wagner-Opern den Ruf eines „Sächsischen Bayreuth“.
Die Aufführung unbekannter und selten gespielter Opern wie Mascagnis Iris, Nicolais Il templario und Die Heimkehr des Verbannten, Rezniceks Benzin oder Pfitzners Rose vom Liebesgarten, aber auch die deutschen Erstaufführungen von Pinocchios Abenteuer (Jonathan Dove) und Love and Other Demons (Péter Eötvös) prägten die Intendanz von Bernhard Helmich. In der Spielzeit 2011/2012 folgte die Deutsche Erstaufführung von Doves Swanhunter. Die Chemnitzer Inszenierung der Puccini-Oper Manon Lescaut wurde vom Label ARTHAUS auf DVD produziert. Darüber hinaus wurden bereits zwei Produktionen – die Oper Die Liebe zu den drei Orangen und das Ballett Giselle M. – mit dem Deutschen Theaterpreis DER FAUST ausgezeichnet. Eine Nominierung für diesen Preis bekam die Oper Pinocchios Abenteuer (Ausstattung/Kostüme: Francis O’Connor). Im Januar 2011 wurde die Oper Chemnitz für beispielhaftes Engagement im Bereich Musiktheater mit dem Preis des Verbandes Deutscher Bühnen- und Medienverlage ausgezeichnet.
Rolf Stiska begründete ebenfalls eine lange Reihe von Musical-Inszenierungen, die von seinen Nachfolgern fortgesetzt wurde. Klassiker wie My Fair Lady stehen dabei neben neueren Werken wie Tim Rice und Elton Johns Aida sowie Falco meets Amadeus.
Christoph Dittrich eröffnete seine erste Spielzeit (2013/2014) mit der Premiere der ironisch-grotesken Oper Le Grand Macabre von György Ligeti im Bühnenbild des Malers Georg Baselitz und den Kostümen des Aktionskünstlers John Bock. Es folgen Wolfgang Amadeus Mozarts Don Giovanni, Giuseppe Verdis Don Carlos und Vincenzo Bellinis Norma. Die Musical-Tradition des Hauses führt er mit Funny Girl fort.
Das Ballett Chemnitz mit seinen zehn Tänzerinnen und zehn Tänzern steht seit Beginn der Spielzeit 2017/2018 unter Leitung der Ballettdirektorin Sabrina Sadowska. Mit internationalen Gastchoreografen gestaltet sie ein Spektrum vom klassischen bis zum zeitgenössischen Ballett. Als jährliche Veranstaltungen etabliert hat Sabrina Sadowska die Chemnitzer BallettBenefizGala, bei der Tanzcompagnien aus ganz Deutschland ohne Gage für karitative Zwecke auftreten, und das Festival für zeitgenössischen Tanz, „Tanz|Moderne|Tanz“.

## Robert-Schumann-Philharmonie
Wilhelm August Mejo gründete 1833 das Stadtorchester Chemnitz. Mit der Eröffnung des Chemnitzer Opernhauses 1909 begann eine besondere Blütezeit: Unter Oscar Malata, von 1910 bis 1931 erster Generalmusikdirektor (GMD) der „Städtischen Kapelle“, kamen Gastdirigenten wie Richard Strauss, Fritz Busch, Otto Klemperer, Bruno Walter, Erich Kleiber, Arthur Nikisch, Arnold Schönberg, Max Reger und Paul Hindemith nach Chemnitz. Eine frühe Pflege der Werke Strauss’ und Wagners begann.
In der DDR wurde 1983 durch Beschluss der SED-Bezirksleitung Karl-Marx-Stadt zum 150-jährigen Jubiläum aus dem Stadtorchester die „Robert-Schumann-Philharmonie“. Damit erlangte das Orchester überregionale Bedeutung.
Zu den heutigen Aufgaben des Orchesters gehören pro Spielzeit zehn Sinfoniekonzerte in der Stadthalle Chemnitz mit jeweils einer Wiederholung sowie Sonderkonzerte, Kammermusikabende und etwa 180 Aufführungen in Oper, Operette, Musical und Ballett im Opernhaus Chemnitz. Einen besonderen Stellenwert nimmt die Kinder- und Jugendarbeit im Programm des Orchesters ein.
Die Robert-Schumann-Philharmonie ist auch Partner verschiedener Konzertveranstalter. So gastierte das Orchester in der Spielzeit 2008/09 für eine Woche bei den Festspielen auf Schloss Neuschwanstein sowie im Herkulessaal in München und in der Tonhalle Zürich. Gastspiele führten das Orchester außerdem unter anderem nach Salzburg, Wien, Linz, New York, Rom, Zagreb sowie nach Berlin, Frankfurt/M., Köln und Dresden.
Frühere, für das Haus bedeutende Generalmusikdirektoren waren Rudolf Kempe, der dort von 1945 bis 1948 seine Dirigentenlaufbahn als junger GMD begann, ebenso Klaus Tennstedt, der 1954 als 1. Kapellmeister in Chemnitz begann, den erkrankten GMD Martin Egelkraut kommissarisch vertrat und bis 1958 blieb, Gert Bahner (1962–1965) sowie Dieter-Gerhardt Worm, welcher das Orchester von 1974 bis 1993 fast 20 Jahre lang prägte und auch die Umbenennung in Robert-Schumann-Philharmonie veranlasste. Des Weiteren wirkten John Carewe (1993–1996), Oleg Caetani (1996–2001) und Nikša Bareza (2001–2007) in Chemnitz; Bareza setzte die Strauss- und Wagner-Tradition des Opernhauses Chemnitz aus den 1920er Jahren fort.
Von 2007 bis 2016 war Frank Beermann Generalmusikdirektor in Chemnitz. Ihm gelang es, Gastdirigenten wie Michail Jurowski, Péter Eötvös, Martin Haselböck und Stefan Blunier und Solisten wie Olga Scheps, Fabio Bidini, Jan Vogler, Linus Roth, Martin Stadtfeld, das GrauSchumacher Piano Duo, Matthias Kirschnereit und Ulf Wallin nach Chemnitz zu holen. Für die Welt-Ersteinspielung der Klavierkonzerte in e-Moll von Felix Mendelssohn Bartholdy in der Rekonstruktion von Larry Todd erhielt der Pianist Matthias Kirschnereit zusammen mit der Robert-Schumann-Philharmonie Chemnitz unter der Leitung von Frank Beermann 2009 den ECHO Klassik Preis. Nach Beermanns Weggang übernahm für eine Spielzeit (2016/17) der bisherige 1. Kapellmeister Felix Bender (* 1986) kommissarisch das Amt des Generalmusikdirektors.
Von 2017 bis 2023 bekleidete der Spanier Guillermo García Calvo die Position des Generalmusikdirektors.
Zur Spielzeit 2025/26 wurde Benjamin Reiners als neuer Generalmusikdirektor berufen.

## Schauspielhaus

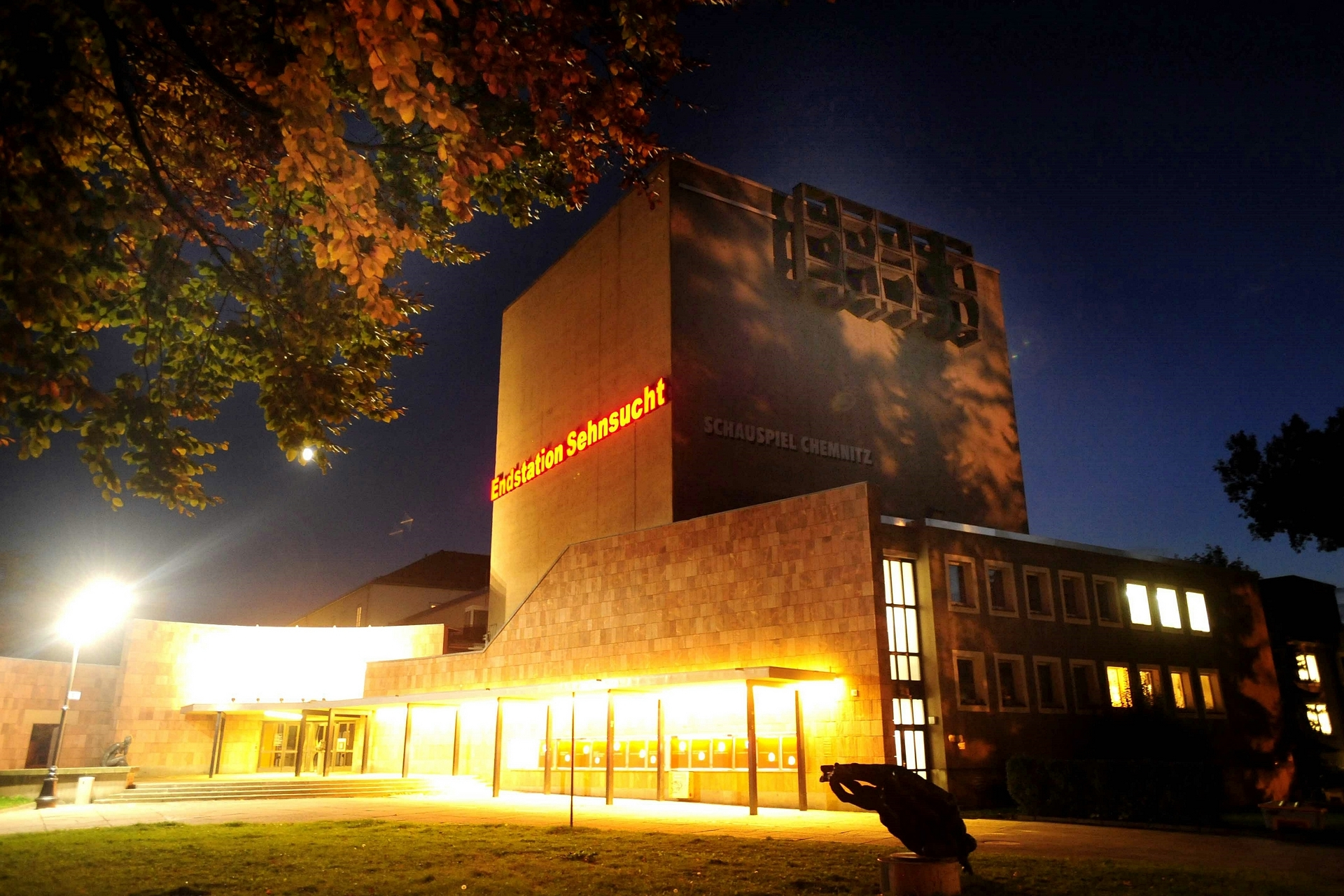
Schauspielhaus Chemnitz

Das Chemnitzer Schauspiel ist in einem Neubau, der im Oktober 1980 eröffnet wurde, am Rande des Parkes der Opfer des Faschismus untergebracht. Das alte Schauspielhaus war 1976 kurz vor der Premiere des umstrittenen Stückes Tinka von Volker Braun unter unklaren Umständen beinahe vollständig ausgebrannt und wurde abgerissen. Der Neubau wurde unter der Leitung von Rudolf Weißer geplant.
Das Haus wurde viele Jahre von Hartwig Albiro (1980–1996) geleitet. Ihm folgten Herbert Olschok (1996–2000), Manuel Soubeyrand (2000–2004), Katja Paryla (2004–2008) und Enrico Lübbe (2008–2013). Seit der Spielzeit 2013/2014 ist Carsten Knödler Schauspieldirektor.
Die Große Bühne im Schauspielhaus präsentiert Texte der Weltdramatik von der Antike bis zur klassischen Moderne: Der Spielplan spannt sich dabei von William Shakespeare über Henrik Ibsen bis hin zu Woody Allen und stellt das Literatur- und Schauspieltheater in den Vordergrund. Der Ostflügel des Schauspielhauses, der im Oktober 2011 die Kleine Bühne als Spielstätte ablöste, konzentriert sich auf Ur- und Erstaufführungen, sucht zeitgenössische Theaterformen und neue Ästhetiken. Die Reihe „Nachtschicht“ zeigt das Ensemble und viele Gäste in Veranstaltungen und Programmen, die das Haus mit der Stadt und ihrer (Kunst-)Szene näher verbinden.
Aufgrund von notwendigen Sanierungsarbeiten, welche über 34 Millionen Euro erfordern und welche die Stadt Chemnitz aktuell nicht finanzieren kann, erfolgt seit 2022 interimsweise die Nutzung von Räumen im „Spinnbau Chemnitz“ (ehemaliges Gebäude des VEB Spinnereimaschinenbau) als Spielstätte für das Figurentheater und das Schauspielhaus.

## Figurentheater
Das Figurentheater hat seit Beginn der Spielzeit 2011/2012 seinen Sitz im Schauspielhaus und bespielt dort die bisherige Kleine Bühne. Die Stücke richten sich nicht nur an ganz junge Zuschauer ab 4 Jahren, auch Erwachsene und Jugendliche finden ihr spezielles Angebot, wobei traditionell Marionetten, Hand- und Stabpuppen zum Einsatz kommen, aber auch offene Spielweisen und Materialtheater zu erleben sind. Direktorin des Figurentheaters ist seit Anfang 2015 Gundula Hoffmann.

## Ehrenmitglieder
- Hartwig Albiro
- Gerhard Meyer